# Hasan Gemici
Hasan Gemici (Giresun, Turquía, 15 de junio de 1927-25 de junio de 2001) fue un deportista turco especialista en lucha libre olímpica donde llegó a ser campeón olímpico en Helsinki 1952.

## Carrera deportiva
En los Juegos Olímpicos de 1952 celebrados en Helsinki ganó la medalla de oro en lucha libre olímpica estilo peso mosca, por delante del japonés Yushu Kitano (plata) y del iraní Mahmoud Mollaghasemi (bronce).